# Comunità montana Val Petronio
La Comunità montana Val Petronio era un comprensorio montano della Liguria, in provincia di Genova, formato dai comuni di: Casarza Ligure, Castiglione Chiavarese, Moneglia e Sestri Levante.
L'ente locale aveva sede a Casarza Ligure e l'ultimo presidente è stato Domenico Bruno Panteri.

## Storia
L'ente era stato istituito dopo le approvazioni delle leggi regionali n° 15 e 27 del 1973, emanate dalla Regione Liguria dopo l'istituzione ufficiale delle Comunità montane con la legge n° 1102 del 3 dicembre 1971.
Con le nuove disposizioni della Legge Regionale n° 6 del 1978 la comunità montana assumeva, direttamente dalla regione, le funzioni amministrative in materia di agricoltura, sviluppo rurale, foreste e antincendio boschivo.
Con la disciplina di riordino delle comunità montane, regolamentate con la Legge Regionale n° 24 del 4 luglio 2008 e in vigore dal 1º gennaio 2009, l'ente locale era stato soppresso. I comuni di Casarza Ligure, Castiglione Chiavarese, Moneglia e Sestri Levante avevano delegato la Comunità montana Valli Aveto, Graveglia e Sturla alle funzioni amministrative in materia di agricoltura, sviluppo rurale, foreste e antincendio boschivo.
Il territorio della comunità era compreso tra i comuni della val Petronio (Casarza Ligure, Castiglione Chiavarese, Moneglia) e del Tigullio (Sestri Levante).